# Keratoisis chuni
Keratoisis chuni är en korallart som först beskrevs av Kükenthal 1915.  Keratoisis chuni ingår i släktet Keratoisis och familjen Isididae. Inga underarter finns listade i Catalogue of Life.